# Vuk di Bosnia
Vuk Kotromanić di Bosnia (1345 – dopo il 1378) fu un membro della nobile famiglia dei Kotromanić che governò il banato di Bosnia tra il 1366 e il 1367.
Vuk era il figlio minore di Ladislao Kotromanić ed Elena Šubić, sposatisi nel 1337. Suo fratello, Tvrtko I, divenne bano di Bosnia dopo la morte dello zio paterno, Stefano II, nel 1353. Il padre agì in veste reggente fino alla sua morte, avvenuta nel 1354, seguita dalla madre che assunse il potere della Bosnia fino a quando Tvrtko raggiunse la maggiore età nel 1357. Vuk accompagnò Elena quando si recò in Ungheria nel 1354 per chiedere il consenso all'adesione di Tvrtko al loro sovrano, il re Luigi I. Nel luglio del 1357, Tvrtko e Vuk furono confermati come sovrani congiunti della Bosnia e dell'Usora da re Luigi. Tra le condizioni imposte ai bosniaci, rientrava la necessità per uno dei due fratelli Kotromanić di essere presente alla corte di Luigi ogni volta che l'altro si trovasse in Bosnia e, infine, la promessa di impegnarsi a sopprimere l'"eretica" Chiesa bosniaca.
Nel febbraio 1366, Tvrtko dovette affrontare una grave rivolta scatenata dai suoi vassalli scontenti. Lui e Elena furono costretti a fuggire alla corte di re Luigi, mentre Vuk lo sostituì al comando e rivestì la carica di bano. Pur essendosi prodigato in questo ruolo a meglio, non è chiaro se Vuk avesse istigato la detronizzazione del fratello o se fosse soltanto un fantoccio installato dall'aristocrazia. Nel giro di un mese, tuttavia, Tvrtko tornò, aiutato dall'esercito ungherese. Alla fine di marzo, Vuk aveva perso parte della Bosnia a favore del fratello, ma manteneva il controllo su Bobovac, la capitale, nella Bosnia centrale. Il nobile Sanko Miltenović disertò da Vuk e passò dalla parte di Tvrtko tra la fine del 1366 e la seconda metà del 1367, riportando gran parte della Zaclumia sotto il controllo di Tvrtko. Vuk fu infine deposto ed esiliato alla fine del 1367.
Una volta esiliato, Vuk cercò di ottenere appoggio esterno contro Tvrtko; in particolare si rivolse a papa Urbano V, poiché il clero da tempo caldeggiava una crociata contro la Chiesa bosniaca, ritenuta troppo vicina ad Avignone. La protezione di Tvrtko da parte del re d'Ungheria rese scarse le possibilità di Vuk di riconquistare il trono di Bosnia. Nel 1374 i fratelli si riconciliarono, forse in occasione del matrimonio di Tvrtko con Dorotea di Bulgaria. Vuk rimase in Bosnia, operando come bano minore e approvando i documenti del fratello. Si ritiene fosse morto dopo il 1378.